# Angiopteris
Angiopteris is een geslacht van varens uit de familie Marattiaceae. De soorten komen voor op de eilanden in de westelijke Indische Oceaan en van (sub)tropisch Azië tot in het Pacifisch gebied.

## Soorten
- Angiopteris acutidentata Ching
- Angiopteris annamensis C.Chr. & Tardieu
- Angiopteris arborescens (Blanco) Merr.
- Angiopteris bipinnata (Ching) J.M.Camus
- Angiopteris boninensis Hieron.
- Angiopteris brooksii Copel.
- Angiopteris cadierei (C.Chr. & Tardieu) ined.
- Angiopteris cartilagidens Christ
- Angiopteris caudatiformis Hieron.
- Angiopteris caudipinna Ching
- Angiopteris chauliodonta Copel.
- Angiopteris chingii J.M.Camus
- Angiopteris chongsengiana Senterre & I.Fabre
- Angiopteris cochinchinensis de Vriese
- Angiopteris confertinervia Ching ex C.Chr. & Tardieu
- Angiopteris crassipes Wall. ex C.Presl
- Angiopteris danaeoides Z.R.He & Christenh.
- Angiopteris dianyuecola Z.R.He & W.M.Chu
- Angiopteris elliptica Alderw.
- Angiopteris esculenta Ching
- Angiopteris evecta (G.Forst.) Hoffm.
- Angiopteris ferox Copel.
- Angiopteris fokiensis Hieron.
- Angiopteris helferiana C.Presl
- Angiopteris hokouensis Ching
- Angiopteris holttumii C.Chr.
- Angiopteris indica Desv.
- Angiopteris javanica C.Presl
- Angiopteris latipinna (Ching) Z.R.He, W.M.Chu & Christenh.
- Angiopteris lygodiifolia Rosenst.
- Angiopteris madagascariensis de Vriese
- Angiopteris marchionica E.D.Br.
- Angiopteris microura Copel.
- Angiopteris muricata de Vriese
- Angiopteris mutata Alderw.
- Angiopteris nanchuanensis Z.Y.Liu
- Angiopteris oblanceolata Ching & Chu H.Wang
- Angiopteris opaca Copel.
- Angiopteris palmiformis (Cav.) C.Chr.
- Angiopteris paucinervis W.M.Chu & Z.R.He
- Angiopteris pruinosa Kunze
- Angiopteris rapensis E.D.Br.
- Angiopteris remota Ching & Chu H.Wang
- Angiopteris robusta Ching
- Angiopteris smithii Racib.
- Angiopteris somae (Hayata) Makino & Nemoto
- Angiopteris sparsisora Ching
- Angiopteris subcuspidata Rosenst.
- Angiopteris subrotundata (Ching) Z.R.He & Christenh.
- Angiopteris sugongii Gui L.Zhang, J.Y.Xiang & Ting Wang
- Angiopteris tamdaoensis (Hayata) J.Y.Xiang & T.Wang
- Angiopteris tonkinensis (Hayata) J.M.Camus
- Angiopteris undulato-striata Hieron.
- Angiopteris versteegii Alderw.
- Angiopteris wallichiana C.Presl
- Angiopteris wangii Ching
- Angiopteris winkleri Rosenst.
- Angiopteris yunnanensis Hieron.

## Hybriden
- Angiopteris × itoi (Shieh) J.M.Camus

Orde Marattiales

Familie Marattiaceae

Geslachten: Angiopteris · Asterotheca † · Christensenia · Danaea · Danaeites † · Eoangiopteris † · Eupodium · Marantoidea † · Marattia · Marattiopsis † · Psaronius † · Ptisana · Qasimia † · Scolecopteris †